# Party Never Ends
Party Never Ends es el tercer álbum de estudio grabado por la cantante rumana Inna, lanzado el 4 de marzo de 2013 por Roton. La cantante colaboró con varios productores en el disco, incluyendo DJ Frank E, Orange Factory, Steve Mac, Lucas Secon, DJ Smash y Play & Win. Party Never Ends ha sido descrito como un álbum dance con influencias que van desde la música latina, hip hop y house hasta el electropop, salsa y dubstep.
Comercialmente, Party Never Ends alcanzó el puesto número 88 en la lista Oricon Albums Chart de Japón y en el número 10 en la lista AMPROFON de México, y vendió 6.967 copias en Japón a partir de junio de 2013. Seis canciones del disco fueron lanzadas como sencillos, entre ellas se encuentra «More than Friends», que logró éxito comercial en varios países de Europa. Además, cinco sencillos promocionales también estuvieron disponibles. Para promocionar Party Never Ends, Inna se embarcó en giras por México y Estados Unidos. Sus trajes fueron inspirados por la cultura mexicana y la pintora mexicana Frida Kahlo. Durante los esfuerzos de promoción, ella apareció en varios programas de televisión y estaciones de radio.

## Antecedentes y lanzamiento
Las canciones de Party Never Ends fueron grabadas en Londres, México, Bucarest, Copenhague y Los Ángeles, mientras que los productores incluyen: Steve Mac, DJ Frank E, Play & Win, SoFly y Nius, Lucas Secon, The Insomniax, Thomas Troelsen, Orange Fábrica, Shermanology, Ina Wroldsen, Wayne Hector y Ameerah. El álbum fue lanzado el 4 de marzo de 2013 por Roton. La portada, que retrata a una Inna en topless abrazándose a sí misma, fue creada por Khaled Mokhtar, mientras que la fotografía fue realizada por Gabi Hirit. La edición de lujo de Party Never Ends contiene el sencillo «Be My Lover», mientras que la edición rumana incluye el sencillo promocional «Spre Mare» (2013) junto con su colaboración con el grupo moldavo Carla's Dreams, «P.O.H.U.I.». Una edición estadounidense del disco, distribuida por Atlantic Records el 14 de octubre de 2014, incluye los sencillos «Cola Song» (2014) y «Good Time» (2014), junto con el sencillo promocional «Take Me Higher», que también aparecen en su álbum Body and the Sun (2015). En 2020, la intérprete estrenó la edición completa del disco a través de SoundCloud, que incluye los temas «Everybody», con DJ BoBo, y «Oare».

## Composición
Según The Times of India, Party Never Ends presenta principalmente canciones orientadas a la música dance y sus subgéneros. El disco tiene a Inna cantando en inglés, español y rumano. Empieza con «In Your Eyes», una canción de hip hop con influencia latina, seguido por «More than Friends», que sirve como la tercera pista y contiene elementos latinos y house. «Live Your Life» y «Crazy Sexy Wild» son canciones dance, y esta última incorpora sonidos de la década de 1990 en su instrumentación. «Inndia» ha sido descrita como una pista oriental, mientras que «Shining Star» es una canción de electropop y dance. «Caliente» es una pista de salsa inspirada en la música dance de los años 1990 y está dedicada a sus fanáticos mexicanos. La canción que se encuentra en la edición de lujo del álbum, «Be My Lover», presenta múltiples géneros: dubstep, electro dance, club y house, junto con elementos de la canción de La Bouche del mismo nombre (1995) Otra pista en el álbum, «Tonight», contiene un trozo de la canción de Alexandra Burke del mismo nombre, de su álbum Heartbreak on Hold (2012).

## Recepción y reconocimientos
Reagan Gavin Rasquinha, quien escribió para The Times of India, le dio a Party Never Ends tres de cinco estrellas. En una reseña variada, describió el álbum como «una colección de pistas de dance individuales en lugar de un cuerpo musical cohesivo». Continuó elogiando «In Your Eyes» como «amigable», «Live Your Life», «Caliente» y «More than Friends», aunque criticó a «Inndia» por ser «pasable» y etiquetó a «Shining Star» como «mediocre».
Comercialmente, Party Never Ends alcanzó el puesto número 88 en el Oricon Albums Chart de Japón en la semana del 27 de marzo de 2013, y pasó 10 semanas en la lista. A partir de junio de 2013, el álbum ha vendido 6.967 copias en el país, mientras que una reedición solo para Japón, Party Never Ends 2, alcanzó su punto máximo en el número 152 y vendió 913 copias. En la lista AMPROFON de México, el disco alcanzó el número 10 el 16 de marzo de 2013. Party Never Ends fue nominado en la categoría de «Mejor Álbum» en los Romanian Music Awards del 2013 y 2014, pero perdió a favor del álbum de Deepcentral O stea (2013) y el disco de Smiley Acasă (2013), respectivamente.

## Promoción y sencillos

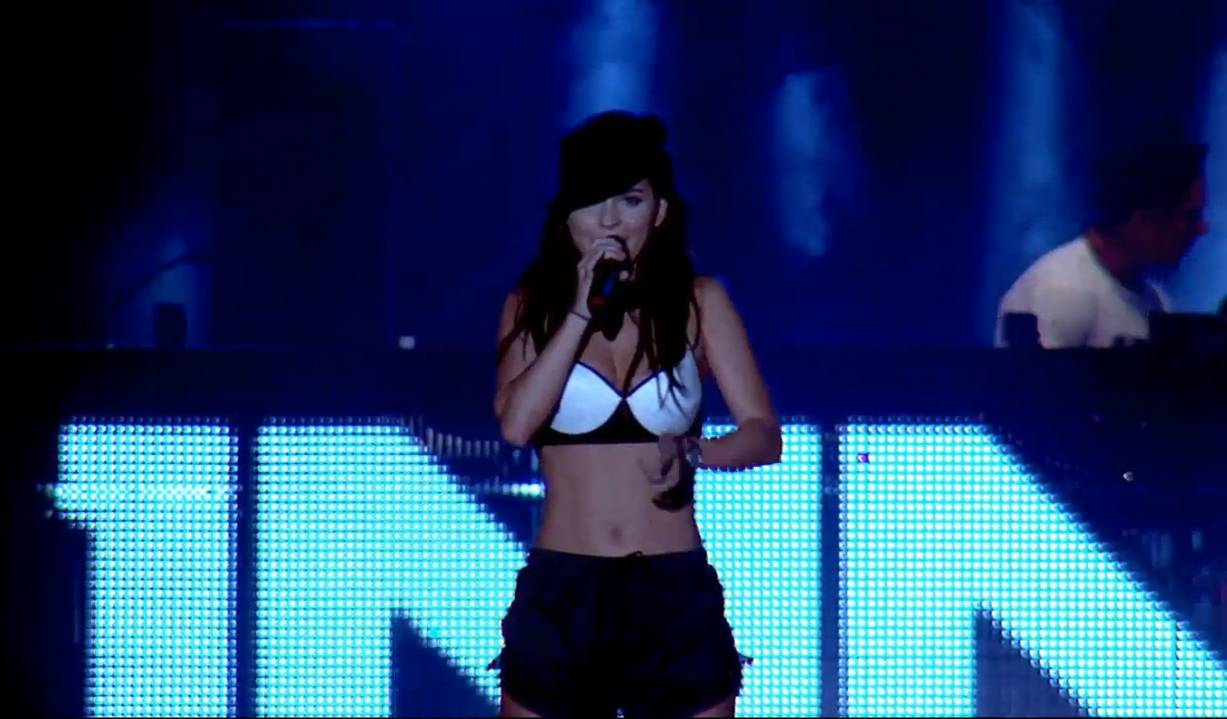
Inna durante el Festival Barbarella del 2013 en la República Dominicana.

Para promover Party Never Ends, se programaron una serie de conciertos en Noruega en noviembre de 2012. El disco fue promovido aún más por una gira en los Estados Unidos en Detroit, Nueva York, Chicago, Washington D. C. y Los Ángeles. Durante otra gira en México, Inna visitó la Ciudad de México, León, Chihuahua, Ciudad Juárez y un festival en Acapulco. Al elegir su vestuario, la cantante se inspiró en la cultura mexicana y la pintora mexicana Frida Kahlo. El concierto final en el Auditorio Nacional se agotó, con una asistencia de 10.000 personas. Durante los esfuerzos promocionales, la cantante también tuvo apariciones en estaciones de radio y televisión, y asistió a una sesión de autógrafos con más de 1.500 fanáticos.
«Caliente» fue lanzado como el primer sencillo de Party Never Ends el 4 de mayo de 2012, alcanzando el top 100 en las listas de Italia y Rumanía. Fue seguido por el estreno de «Tu și eu» el 12 de junio y su versión internacional «Crazy Sexy Wild» el 14 de septiembre de 2014. La primera versión llegó al número cinco en el Airplay 100 de Rumania, mientras que la última alcanzó el top 50 en Japón. El siguiente lanzamiento, «Inndia» en colaboración con el trío rumano Play & Win, alcanzó el top 10 en el país de Inna. «More Than Friends», el cuarto sencillo del disco, contó con la participación del artista puertorriqueño Daddy Yankee y alcanzó el top 40 en Rumania, Eslovaquia, España y la lista dance de Polonia. Recibió una certificación de platino por la Asociación de Productores de Fonógrafos Venezolanos (APFV) tras vender 10 000 unidades en Venezuela, mientras que en España logró la certificación digital de oro por PROMUSICAE, tras haber generado cuatro millones de descargas en dicho país. Poco después, se lanzaron los dos últimos sencillos de Party Never Ends, «Be My Lover» el 26 de julio e «In Your Eyes» el 3 de diciembre de 2013 con un éxito menor en las listas. El último presenta al intérprete puertorriqueño Yandel.
Se lanzaron varios sencillos promocionales para apoyar el estreno del álbum: «Ok», «Alright», «J'adore», «Spre mare» y «Dame tu amor». Comercialmente, «Ok» alcanzó el puesto número 185 en la lista SNEP de Francia y «Spre mare» en el puesto número 19 en Rumania. «Dame Tu Amor» cuenta con la contribución de la banda mexicana Reik. Todos los sencillos se beneficiaron con un video musical, incluyendo un video lírico para «J'Adore».

## Lista de canciones
Créditos adaptados de las notas de Party Never Ends
| Party Never Ends – Edición internacional |                                        |                                                                                                 |                                             |          |  |
| N.º                                      | Título                                 | Escritor(es)                                                                                    | Productor(es)                               | Duración |  |
| 1.                                       | «In Your Eyes»                         | Steve Mac Ina Wroldsen                                                                          | Mac                                         | 2:45     |  |
| 2.                                       | «We Like to Party»                     | Wayne Hector Wroldsen                                                                           | Sebastian Barac Radu Bolfea Marcel Botezan  | 3:50     |  |
| 3.                                       | «More than Friends» (con Daddy Yankee) | Justin Franks Tierce Person Thomas Troelsen                                                     | DJ Frank E Person                           | 3:57     |  |
| 4.                                       | «Fall In Love/Lie»                     | Elena Alexandra Apostoleanu Kingsley Brown Penny Elizabeth Foster Andrei Prodan Claudiu Ursache | Vlad Lucan                                  | 3:56     |  |
| 5.                                       | «Shining Star»                         | Andy Shearman Dorothy Shearman Leon Shearman                                                    | Barac Bolfea Botezan                        | 2:50     |  |
| 6.                                       | «Take Me Down to Mexico»               | Sameer Agrawal Keith Hetrick Aimée Proal                                                        | Sameer Agrawal Emile Ghantous Keith Hetrick | 4:08     |  |
| 7.                                       | «Famous»                               | Apostoleanu Ameerah Roelants Khaled Rohaim Jeremy Skaller                                       | Orange Factory                              | 3:30     |  |
| 8.                                       | «Take It Off»                          | Don McLean Lucas Secon                                                                          | Secon                                       | 3:28     |  |
| 9.                                       | «Tonight»                              | Troelsen Secon                                                                                  | DJ Smash Secon                              | 3:41     |  |
| 10.                                      | «J'adore»                              | Wroldsen                                                                                        | Barac Bolfea Botezan                        | 3:15     |  |
| 11.                                      | «Caliente»                             | Apostoleanu                                                                                     | Barac Bolfea Botezan                        | 3:21     |  |
| 12.                                      | «Crazy Sexy Wild»                      | Apostoleanu Kimberly Cole Henri Lanz Will Rappaport                                             | Barac Bolfea Botezan                        | 3:06     |  |
| 13.                                      | «Inndia» (con Play & Win)              | Barac Bolfea Botezan Joddie Connor                                                              | Barac Bolfea Botezan                        | 3:34     |  |
| 14.                                      | «Ok»                                   | Apostoleanu Barac Bolfea Botezan                                                                | Barac Bolfea Botezan                        | 3:22     |  |
| 15.                                      | «Live Your Life»                       | Barac Bolfea Botezan Shahmir Yasmin                                                             | Barac Bolfea Botezan                        | 3:07     |  |
| 16.                                      | «Party Never Ends»                     | A. Shearman D. Shearman L. Shearman                                                             | Barac Bolfea Botezan                        | 3:12     |  |

| Edición de lujo internacional |                                        |                                                          |               |          |  |
| N.º                           | Título                                 | Escritor(es)                                             | Productor(es) | Duración |  |
| 1.                            | «In Your Eyes»                         |                                                          |               | 2:45     |  |
| 2.                            | «We Like to Party»                     |                                                          |               | 3:50     |  |
| 3.                            | «More Than Friends» (con Daddy Yankee) |                                                          |               | 3:57     |  |
| 4.                            | «Dame tu amor» (con Reik)              |                                                          |               | 3:14     |  |
| 5.                            | «Fall in Love/Lie»                     |                                                          |               | 3:56     |  |
| 6.                            | «Shining Star»                         |                                                          |               | 2:50     |  |
| 7.                            | «Take Me Down to Mexico»               |                                                          |               | 4:08     |  |
| 8.                            | «Famous»                               |                                                          |               | 3:30     |  |
| 9.                            | «Take It Off»                          |                                                          |               | 3:28     |  |
| 10.                           | «Tonight»                              |                                                          |               | 3:41     |  |
| 11.                           | «J'Adore»                              |                                                          |               | 3:15     |  |
| 12.                           | «Caliente»                             |                                                          |               | 3:21     |  |
| 13.                           | «Crazy Sexy Wild»                      |                                                          |               | 3:06     |  |
| 14.                           | «Inndia» (con Play & Win)              |                                                          |               | 3:34     |  |
| 15.                           | «Ok»                                   |                                                          |               | 3:22     |  |
| 16.                           | «Live Your Life»                       |                                                          |               | 3:07     |  |
| 17.                           | «Party Never Ends»                     |                                                          |               | 3:12     |  |
| 18.                           | «Be My Lover»                          | Uli Brenner Lane McCray Gerd Amir Saraf Melanie Thornton | Afrojack METI | 3:32     |  |
| 19.                           | «World of Love»                        |                                                          |               | 3:37     |  |
| 20.                           | «I Like You»                           |                                                          |               | 3:20     |  |
| 21.                           | «Alright»                              |                                                          |               | 3:49     |  |
| 22.                           | «Tu și eu»                             |                                                          |               | 3:06     |  |
| 23.                           | «Light Up» (con Reik)                  |                                                          |               | 3:14     |  |

| Edición de lujo rumana |                                        |          |  |
| N.º                    | Título                                 | Duración |  |
| 1.                     | «Be My Lover»                          | 3:32     |  |
| 2.                     | «World of Love»                        | 3:37     |  |
| 3.                     | «I Like You»                           | 3:20     |  |
| 4.                     | «Dame Tu Amor» (con Reik)              | 3:14     |  |
| 5.                     | «Alright»                              | 3:49     |  |
| 6.                     | «Tu și eu»                             | 3:06     |  |
| 7.                     | «Light Up» (con Reik)                  | 3:14     |  |
| 8.                     | «P.O.H.U.I.» (Carla's Dreams con Inna) | 3:54     |  |
| 9.                     | «Spre Mare»                            | 3:27     |  |

| Edición de lujo japonesa |                                                                          |          |  |
| N.º                      | Título                                                                   | Duración |  |
| 1.                       | «Boom Boom» (Brian Cross con Inna)                                       | 3:17     |  |
| 2.                       | «In Your Eyes»                                                           | 2:45     |  |
| 3.                       | «We Like to Party»                                                       | 3:50     |  |
| 4.                       | «Crazy Sexy Wild»                                                        | 3:06     |  |
| 5.                       | «More Than Friends» (con Daddy Yankee)                                   | 3:14     |  |
| 6.                       | «Fall in Love/Lie»                                                       | 3:56     |  |
| 7.                       | «Shining Star»                                                           | 2:50     |  |
| 8.                       | «Take Me Down to Mexico»                                                 | 4:08     |  |
| 9.                       | «Famous»                                                                 | 3:30     |  |
| 10.                      | «Take It Off»                                                            | 3:28     |  |
| 11.                      | «Tonight»                                                                | 3:41     |  |
| 12.                      | «J'Adore»                                                                | 3:15     |  |
| 13.                      | «Caliente»                                                               | 3:21     |  |
| 14.                      | «Inndia» (con Play & Win)                                                | 3:34     |  |
| 15.                      | «Ok»                                                                     | 3:22     |  |
| 16.                      | «Live Your Life»                                                         | 3:07     |  |
| 17.                      | «Party Never Ends»                                                       | 3:15     |  |
| 18.                      | «Club Rocker» (con Flo Rida)                                             | 3:34     |  |
| 19.                      | «Crazy Sexy Wild» (Remezcla de Willy Sanjuan EMPO Wild)                  | 6:38     |  |
| 20.                      | «Ok» (Remezcla de Beenie Becker)                                         | 5:08     |  |
| 21.                      | «Be My Lover»                                                            | 3:32     |  |
| 22.                      | «World of Love»                                                          | 3:37     |  |
| 23.                      | «I Like You»                                                             | 3:20     |  |
| 24.                      | «Dame tu amor» (con Reik)                                                | 3:14     |  |
| 25.                      | «Alright»                                                                | 3:49     |  |
| 26.                      | «Tu și eu»                                                               | 3:06     |  |
| 27.                      | «Light Up» (con Reik)                                                    | 3:14     |  |
| 28.                      | «More Than Friends» (con Daddy Yankee - Edición remezclada de Adi Perez) | 4:24     |  |
| 29.                      | «Inndia» (con Play & Win - Remezcla de DJ TURTLE)                        | 5:00     |  |
| 30.                      | «Caliente» (Remezcla de Protoxic Club)                                   | 6:09     |  |
| 31.                      | «Club Rocker» (con Flo Rida - Remezcla de Adrian Sina)                   | 4:46     |  |
| 32.                      | «In Your Eyes» (con Yandel)                                              | 3:17     |  |

| Edición estadounidense |                                        |                                                                                                 |                      |          |  |
| N.º                    | Título                                 | Escritor(es)                                                                                    | Productor(es)        | Duración |  |
| 1.                     | «In Your Eyes»                         |                                                                                                 |                      | 2:45     |  |
| 2.                     | «Cola Song» (con J Balvin)             | Breyan Isaac Andrew Frampton Andreas Schuller José Álvaro Osorio Balvín Thomas Joseph Rozdilsky | TJR Axident J Balvin | 3:18     |  |
| 3.                     | «Good Time» (con Pitbull)              | Steve Mac Ina Wroldsen Armando C. Perez                                                         | Steve Mac            | 3:23     |  |
| 4.                     | «Fall in Love/Lie»                     |                                                                                                 |                      | 3:56     |  |
| 5.                     | «Shining Star»                         |                                                                                                 |                      | 2:50     |  |
| 6.                     | «Tonight»                              |                                                                                                 |                      | 3:41     |  |
| 7.                     | «J'Adore»                              |                                                                                                 |                      | 3:15     |  |
| 8.                     | «Caliente»                             |                                                                                                 |                      | 3:21     |  |
| 9.                     | «Crazy Sexy Wild»                      |                                                                                                 |                      | 3:06     |  |
| 10.                    | «Inndia» (con Play & Win)              |                                                                                                 |                      |          |  |
| 11.                    | «Ok»                                   |                                                                                                 |                      | 3:22     |  |
| 12.                    | «Party Never Ends»                     |                                                                                                 |                      | 3:15     |  |
| 13.                    | «We Like to Party»                     |                                                                                                 |                      | 3:50     |  |
| 14.                    | «More Than Friends» (con Daddy Yankee) |                                                                                                 |                      | 3:14     |  |
| 15.                    | «Take Me Higher»                       | Marcel Botezan Radu Bolfea Sebastian Barac                                                      | Play & Win           | 2:58     |  |

| Reedición Party Never Ends 2 |                                                                          |          |  |
| N.º                          | Título                                                                   | Duración |  |
| 1.                           | «Be My Lover»                                                            | 3:32     |  |
| 2.                           | «World of Love»                                                          | 3:37     |  |
| 3.                           | «I Like You»                                                             | 3:20     |  |
| 4.                           | «Dame tu amor» (con Reik)                                                | 3:14     |  |
| 5.                           | «Alright»                                                                | 3:49     |  |
| 6.                           | «Tu și eu»                                                               | 3:06     |  |
| 7.                           | «Light Up» (con Reik)                                                    | 3:14     |  |
| 8.                           | «More Than Friends» (con Daddy Yankee - Edición remezclada de Adi Perez) | 4:24     |  |
| 9.                           | «Inndia» (con Play & Win - Remezcla de DJ TURTLE)                        | 5:00     |  |
| 10.                          | «Caliente» (Remezcla de Protoxic Club)                                   | 6:09     |  |
| 11.                          | «Club Rocker» (con Flo Rida - Remezcla de Adrian Sina)                   | 4:46     |  |

| Edición Completa 2020 |                                        |              |               |          |  |
| N.º                   | Título                                 | Escritor(es) | Productor(es) | Duración |  |
| 1.                    | «In Your Eyes»                         |              |               | 2:45     |  |
| 2.                    | «We Like to Party»                     |              |               | 3:50     |  |
| 3.                    | «More Than Friends» (con Daddy Yankee) |              |               | 3:57     |  |
| 4.                    | «Fall in Love/Lie»                     |              |               | 3:56     |  |
| 5.                    | «Shining Star»                         |              |               | 2:50     |  |
| 6.                    | «Take Me Down to Mexico»               |              |               | 4:08     |  |
| 7.                    | «Famous»                               |              |               | 3:30     |  |
| 8.                    | «Take It Off»                          |              |               | 3:28     |  |
| 9.                    | «Tonight»                              |              |               | 3:41     |  |
| 10.                   | «J'Adore»                              |              |               | 3:15     |  |
| 11.                   | «Caliente»                             |              |               | 3:21     |  |
| 12.                   | «Crazy Sexy Wild»                      |              |               | 3:06     |  |
| 13.                   | «Inndia» (con Play & Win)              |              |               | 3:34     |  |
| 14.                   | «Ok»                                   |              |               | 3:22     |  |
| 15.                   | «Live Your Life»                       |              |               | 3:07     |  |
| 16.                   | «Party Never Ends»                     |              |               | 3:12     |  |
| 17.                   | «Be My Lover» (con Juan Magán)         |              |               | 3:32     |  |
| 18.                   | «World of Love»                        |              |               | 3:37     |  |
| 19.                   | «I Like You»                           |              |               | 3:20     |  |
| 20.                   | «Dame tu amor» (con Reik)              |              |               | 3:14     |  |
| 21.                   | «Alright»                              |              |               | 3:49     |  |
| 22.                   | «Boom Boom» (Brian Cross con Inna)     |              |               | 3:17     |  |
| 23.                   | «Everybody» (con DJ BoBo)              |              |               | 3:20     |  |
| 24.                   | «Tu și eu»                             |              |               | 3:06     |  |
| 25.                   | «Light Up» (con Reik)                  |              |               | 3:14     |  |
| 26.                   | «Energy»                               |              |               | 2:48     |  |
| 27.                   | «P.O.H.U.I.» (Carla's Dreams con Inna) |              |               | 3:54     |  |
| 28.                   | «Spre Mare»                            |              |               | 3:27     |  |
| 29.                   | «Oare»                                 |              |               | 3:06     |  |

Créditos
- «Tonight» contiene elementos de la canción de Alexandra Burke del mismo nombre, escrita por urke, DJ Samsh, Antoine Konrad, Fabio Antoniali, Secon, Pablo Rodríguez y Troelsen, y producida por Secon y DJ Smash.
- «Be My Lover» contiene elementos de canción de La Bouche del mismo nombre, escrita por Melanie Thornton, Uli Brenner, Gerd Amir Saraf y Lane McCray, y producida por Frank Farian, Brenner y Saraf.

## Posicionamiento en las listas
| Japón  | Oricon   | 88 |
| México | AMPROFON | 10 |

## Historial de lanzamientos
| Región         | Fecha                 | Formato          | Discográfica             |
| -------------- | --------------------- | ---------------- | ------------------------ |
| Rumania        | 4 de marzo de 2013    | Descarga digital | Roton                    |
| Rumania        | 26 de marzo de 2013   | CD               | Global • Roton           |
| México         | 26 de marzo de 2013   | CD               | Mucha Más Música • Roton |
| Polonia        | 26 de marzo de 2013   | CD               | Magic                    |
| Rusia          | 2013                  | CD               | Art Optimum              |
| Serbia         | 2013                  | CD               | Mascom                   |
| Reino Unido    | 28 de julio de 2013   | Descarga digital | 3Beat                    |
| Estados Unidos | 14 de octubre de 2014 | Descarga digital | Atlantic                 |